# 圣安德肋堂 (鲁昂)
圣安德肋堂（Église Saint-André-de-la-Ville）是法国鲁昂一座已损毁的哥特式教堂，仅钟楼保存了下来。
1958年，原圣安德肋堂钟楼被列为法国历史古迹。

## 历史

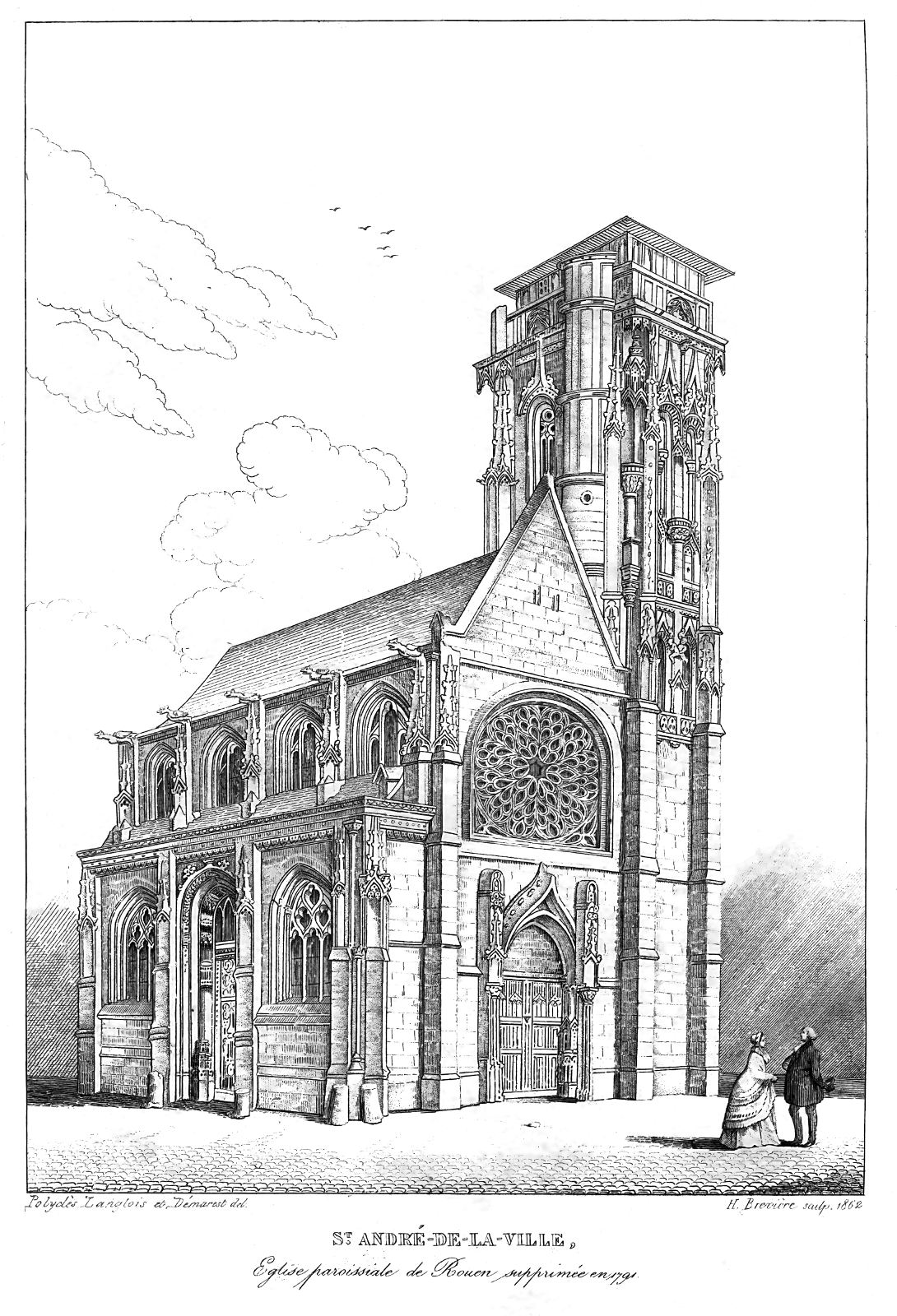

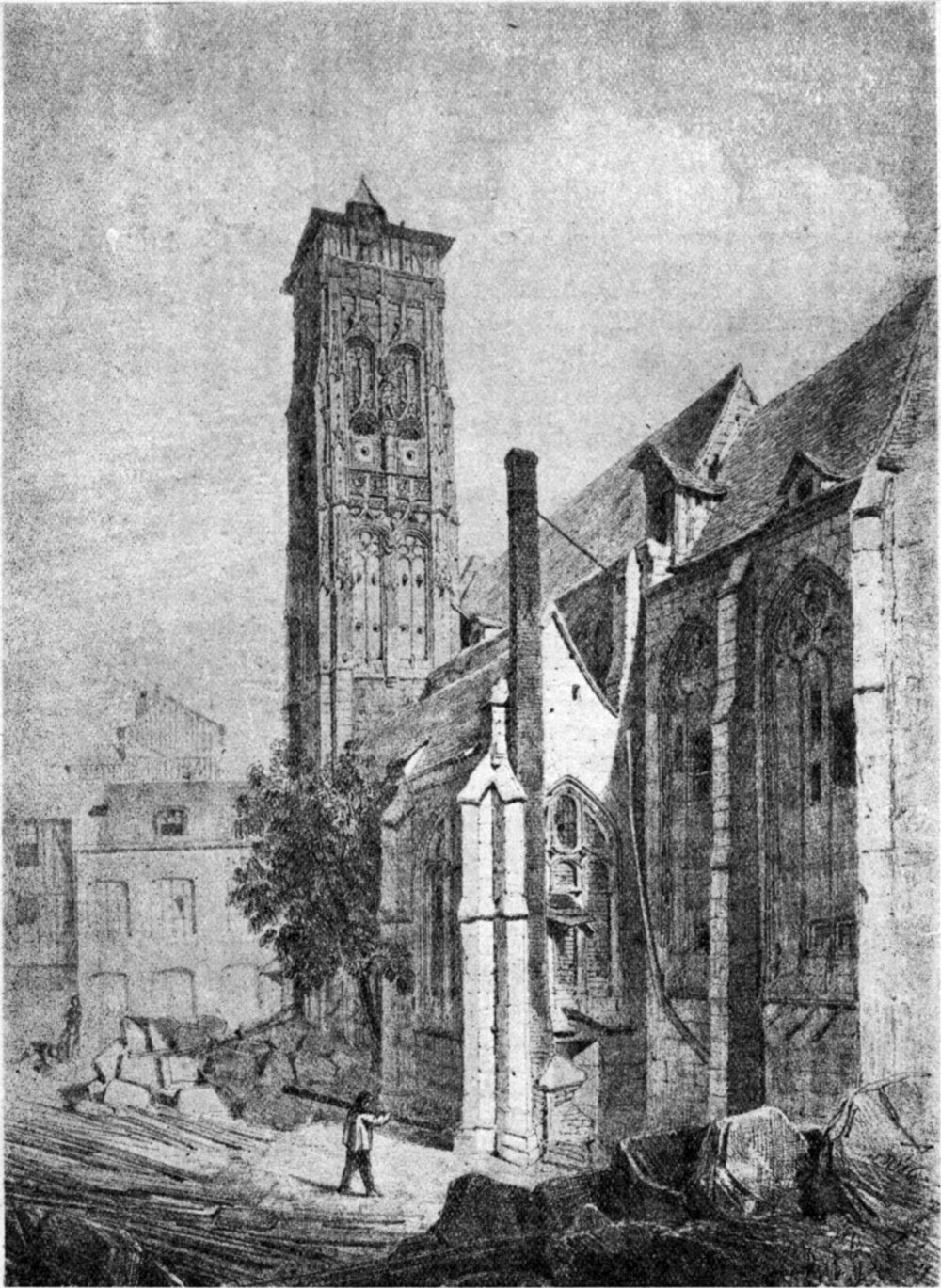

该堂建于1486－1556年。1562年，该堂曾遭新教徒破坏。1683年6月25日，钟楼被飓风损坏，1701年修复。
1791年4月30日，法国大革命期间，教堂被关闭。1791年12月17日，教堂、墓地及附属建筑均被政府出售，改为商店和作坊。1861年开辟皇后街（今圣女贞德街）时，已改作他用的原教堂建筑遭拆除，仅原钟楼得以保留。